# Xã Norwich, Quận McKean, Pennsylvania
Xã Norwich (tiếng Anh: Norwich Township) là một xã thuộc quận McKean, tiểu bang Pennsylvania, Hoa Kỳ. Năm 2010, dân số của xã này là 583 người.